# Bahnstrecke Champigneulles–Sarralbe
| Überwerfungsbauwerk bei Benestroff für den Spurwechsel. |                      |                                                       |                                                       |
| Streckennummer (SNCF): | 97 000               |                                                       |                                                       |
| Streckenlänge: | 82,5 km              |                                                       |                                                       |
| Spurweite: | 1435 mm (Normalspur) |                                                       |                                                       |
| Maximale Neigung: | 11 ‰                 |                                                       |                                                       |
| |                      |                                                       |                                                       |
| \| \| \| Bahnstrecke Paris–Strasbourg von Strasbourg \| \| \| \| 0,0 \| Champigneulles ⊙ \| 197 m \| \| \| \| Bahnstrecke Paris–Strasbourg nach Paris-Est \| \| \| \| 0,3 \| mehrere Gleisanschlüsse \| mehrere Gleisanschlüsse \| \| \| 0,3 \| Streckenende ⊙ \| Streckenende ⊙ \| \| \| \| Meurthe (100 m) \| \| \| \| \| Amezule \| \| \| \| 3,4 \| Lay-Saint-Christophe \| 202 m \| \| \| 6,3 \| Eulmont-Agincourt \| 212 m \| \| \| \| Feldbahn Amance–Piroué (1m; 1895–1936) \| \| \| \| 10,1 \| Laître-sous-Amance \| Laître-sous-Amance \| \| \| 12,4 \| Champenoux \| 226 m \| \| \| 17,7 \| Brin-sur-Seille \| 202 m \| \| \| 21,6 \| Moncel \| 201 m \| \| \| \| Loutre Noire \| \| \| \| ~25,0 \| Département Meurthe-et-Moselle / Meuse \| Département Meurthe-et-Moselle / Meuse \| \| \| 25,4 \| Chambrey Kambrich \| 200 m \| \| \| 28,2 \| Burthécourt Bürthenhofen \| 209 m \| \| \| 28,8 \| nach Vic-sur-Seille (3,1 km) \| 206 m \| \| \| 29,4 \| Seille \| Seille \| \| \| 29,9 \| Salonnes Salzdorf \| 203 m \| \| \| 33,1 \| Château-Salins \| 206 m \| \| \| \| nach Metz \| \| \| \| 39 \| Hampont Hudingen \| Hampont Hudingen \| \| \| 45 \| Haboudange Habudingen \| Haboudange Habudingen \| \| \| 49 \| Conthil \| 241 m \| \| \| \| LGV Est européenne \| \| \| \| 52,2 \| Rodalbe \| Rodalbe \| \| \| \| Spurwechsel ⊙ \| \| \| \| \| Dépôt Bénestroff ⊙ \| \| \| \| \| Nouvel-Avricourt–Bénestroff von Igney-Avricourt \| \| \| \| \| Bahnstrecke Réding–Metz-Ville von Metz \| \| \| \| 56,1 \| Bénestroff Bensdorf (Lothr.) \| 247 m \| \| \| \| Bahnstrecke Réding–Metz-Ville nach Réding \| \| \| \| 64 \| Léning Leiningen \| 223 m \| \| \| 68 \| Insming Insmingen \| 224 m \| \| \| 70,8 \| Kappelkinger \| 223 m \| \| \| 74,2 \| Le Val-de-Guéblange Ottweiler (Lothr.) \| 222 m \| \| \| 79,1 \| Rech \| 224 m \| \| \| \| Saarkanal \| \| \| \| \| von Berthelming \| \| \| \| 82,5 \| Sarralbe Saaralben ⊙ \| 212 m \| \| \| \| \| \| \| \| \| Bahnstrecke Berthelming–Sarreguemines nach Saargemünd \| \| \| \| \| \| \| \| \| \| Bahnstrecke Kalhausen–Sarralbe n. Kalhausen \| \| |                      |                                                       |                                                       |
| Strecke |                      | Bahnstrecke Paris–Strasbourg von Strasbourg           | Bahnstrecke Paris–Strasbourg von Strasbourg           |
| Bahnhof | 0,0                  | Champigneulles ⊙                                      | 197 m                                                 |
| Abzweig geradeaus und nach links |                      | Bahnstrecke Paris–Strasbourg nach Paris-Est           | Bahnstrecke Paris–Strasbourg nach Paris-Est           |
| Abzweig geradeaus, nach links und nach rechts | 0,3                  | mehrere Gleisanschlüsse                               | mehrere Gleisanschlüsse                               |
| | 0,3                  | Streckenende ⊙                                        | Streckenende ⊙                                        |
| Brücke über Wasserlauf (Strecke außer Betrieb) |                      | Meurthe (100 m)                                       | Meurthe (100 m)                                       |
| Brücke über Wasserlauf (Strecke außer Betrieb) |                      | Amezule                                               | Amezule                                               |
| Haltepunkt / Haltestelle (Strecke außer Betrieb) | 3,4                  | Lay-Saint-Christophe                                  | 202 m                                                 |
| Bahnhof (Strecke außer Betrieb) · U-Bahn-Kopfbahnhof Streckenanfang | 6,3                  | Eulmont-Agincourt                                     | 212 m                                                 |
| Strecke · U-Bahn-Strecke nach links (außer Betrieb) |                      | Feldbahn Amance–Piroué (1m; 1895–1936)                | Feldbahn Amance–Piroué (1m; 1895–1936)                |
| Haltepunkt / Haltestelle (Strecke außer Betrieb) | 10,1                 | Laître-sous-Amance                                    | Laître-sous-Amance                                    |
| Haltepunkt / Haltestelle (Strecke außer Betrieb) | 12,4                 | Champenoux                                            | 226 m                                                 |
| Bahnhof (Strecke außer Betrieb) | 17,7                 | Brin-sur-Seille                                       | 202 m                                                 |
| Bahnhof (Strecke außer Betrieb) | 21,6                 | Moncel                                                | 201 m                                                 |
| Brücke über Wasserlauf (Strecke außer Betrieb) |                      | Loutre Noire                                          | Loutre Noire                                          |
| Grenze (Strecke außer Betrieb) | ~25,0                | Département Meurthe-et-Moselle / Meuse                | Département Meurthe-et-Moselle / Meuse                |
| Bahnhof (Strecke außer Betrieb) | 25,4                 | Chambrey Kambrich                                     | 200 m                                                 |
| Bahnhof (Strecke außer Betrieb) | 28,2                 | Burthécourt Bürthenhofen                              | 209 m                                                 |
| Kopfbahnhof Streckenanfang und quer · Abzweig geradeaus und nach rechts (Strecke außer Betrieb) | 28,8                 | nach Vic-sur-Seille (3,1 km)                          | 206 m                                                 |
| Brücke über Wasserlauf (Strecke außer Betrieb) | 29,4                 | Seille                                                | Seille                                                |
| Bahnhof (Strecke außer Betrieb) | 29,9                 | Salonnes Salzdorf                                     | 203 m                                                 |
| Bahnhof (Strecke außer Betrieb) | 33,1                 | Château-Salins                                        | 206 m                                                 |
| Abzweig geradeaus und nach links (Strecke außer Betrieb) |                      | nach Metz                                             | nach Metz                                             |
| Bahnhof (Strecke außer Betrieb) | 39                   | Hampont Hudingen                                      | Hampont Hudingen                                      |
| Bahnhof (Strecke außer Betrieb) | 45                   | Haboudange Habudingen                                 | Haboudange Habudingen                                 |
| Bahnhof (Strecke außer Betrieb) | 49                   | Conthil                                               | 241 m                                                 |
| Kreuzung (Strecke geradeaus außer Betrieb) |                      | LGV Est européenne                                    | LGV Est européenne                                    |
| Haltepunkt / Haltestelle (Strecke außer Betrieb) | 52,2                 | Rodalbe                                               | Rodalbe                                               |
| |                      | Spurwechsel ⊙                                         |                                                       |
| Dienststation / Betriebs- oder Güterbahnhof (Strecke außer Betrieb) |                      | Dépôt Bénestroff ⊙                                    | Dépôt Bénestroff ⊙                                    |
| Abzweig geradeaus und von rechts (Strecke außer Betrieb) |                      | Nouvel-Avricourt–Bénestroff von Igney-Avricourt       | Nouvel-Avricourt–Bénestroff von Igney-Avricourt       |
| Abzweig ehemals geradeaus und von links |                      | Bahnstrecke Réding–Metz-Ville von Metz                | Bahnstrecke Réding–Metz-Ville von Metz                |
| Bahnhof | 56,1                 | Bénestroff Bensdorf (Lothr.)                          | 247 m                                                 |
| Abzweig ehemals geradeaus und nach rechts |                      | Bahnstrecke Réding–Metz-Ville nach Réding             | Bahnstrecke Réding–Metz-Ville nach Réding             |
| Bahnhof (Strecke außer Betrieb) | 64                   | Léning Leiningen                                      | 223 m                                                 |
| Bahnhof (Strecke außer Betrieb) | 68                   | Insming Insmingen                                     | 224 m                                                 |
| Bahnhof (Strecke außer Betrieb) | 70,8                 | Kappelkinger                                          | 223 m                                                 |
| Bahnhof (Strecke außer Betrieb) | 74,2                 | Le Val-de-Guéblange Ottweiler (Lothr.)                | 222 m                                                 |
| Bahnhof (Strecke außer Betrieb) | 79,1                 | Rech                                                  | 224 m                                                 |
| Brücke über Wasserlauf (Strecke außer Betrieb) |                      | Saarkanal                                             | Saarkanal                                             |
| Abzweig geradeaus und von rechts (Strecke außer Betrieb) |                      | von Berthelming                                       | von Berthelming                                       |
| Bahnhof (Strecke außer Betrieb) | 82,5                 | Sarralbe Saaralben ⊙                                  | 212 m                                                 |
| |                      |                                                       |                                                       |
| Abzweig geradeaus und nach links (Strecke außer Betrieb) |                      | Bahnstrecke Berthelming–Sarreguemines nach Saargemünd | Bahnstrecke Berthelming–Sarreguemines nach Saargemünd |
| |                      |                                                       |                                                       |
| |                      | Bahnstrecke Kalhausen–Sarralbe n. Kalhausen           |                                                       |

Die Bahnstrecke Champigneulles–Sarralbe (deutsch eigentlich Champigneulles–Saaralben) war eine teilweise zweigleisige, nicht elektrifizierte Eisenbahnstrecke in Lothringen.

## Geschichte

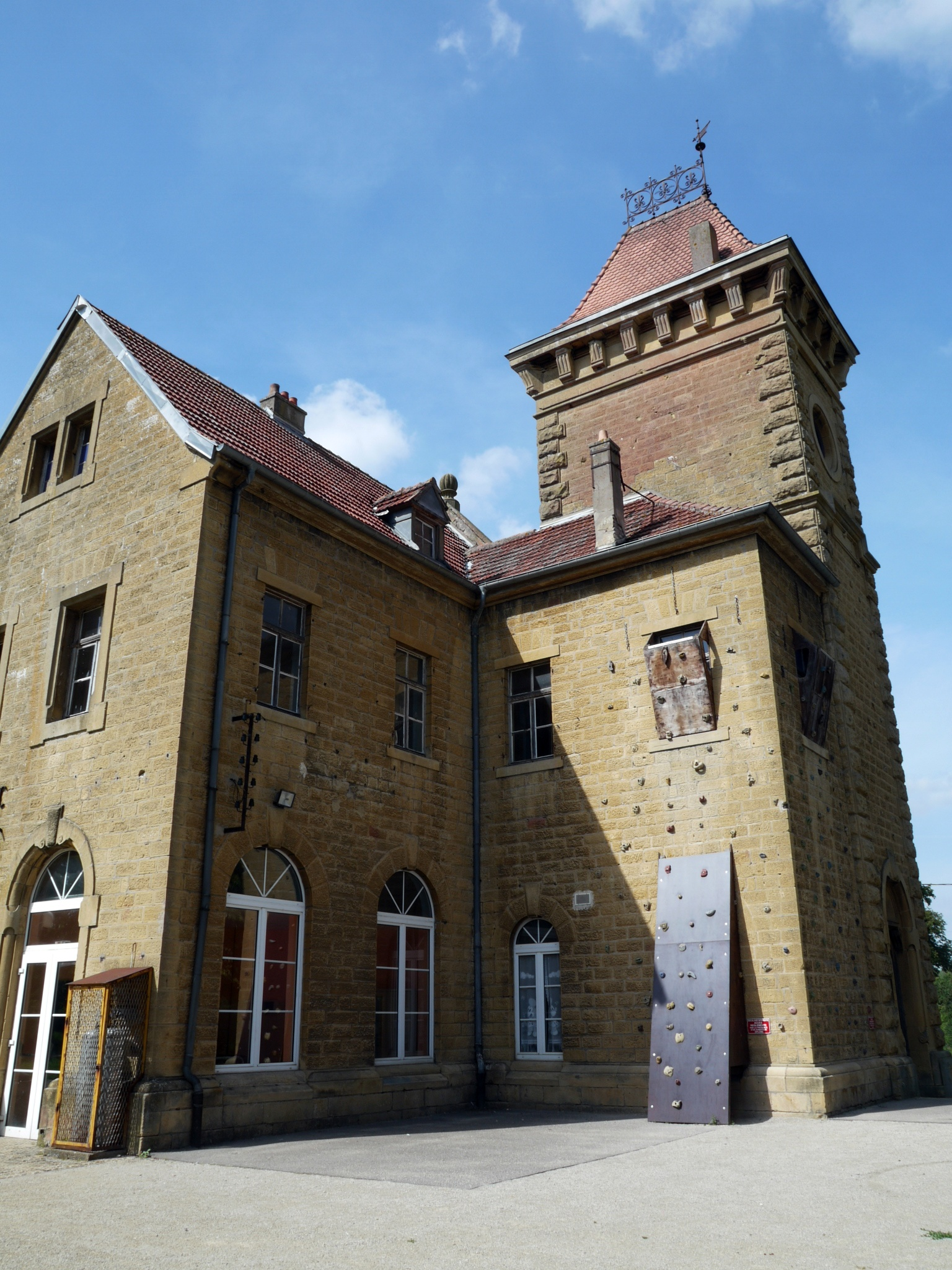
Bahnhof Chambrey

Der westliche Streckenast bis Château-Salins ging am 21. Juni 1873 in Betrieb, der Abschnitt östlich davon folgte zum 1. November 1881. Der Personenverkehr wurde bereits um 1970, der Güterverkehr in den Jahren 1972 bis 1990 schrittweise eingestellt. Die Kursbuchnummer 232 der Deutschen Reichsbahn in der Zeit bis 1918 lässt eine Hauptstrecke erkennen. In der zweiten Verwaltungszeit für die Reichsbahndirektion Saarbrücken (1940–1944) war die mit 268a benamte Strecke bereits von untergeordneter Bedeutung. Die Französische Bahnverwaltung SNCF nannte die Strecke 139. Heute wird sie mit 97 000 verwaltet.
Die Konzession für die Strecke wurde 1868 oder kurz darauf der Société belge de chemins de fer erteilt, später hielt sie die Lothringische Eisenbahn-AG. Sie sollte Paris mit Saargemünd (französisch Sarreguemines) verbinden. Der kürzeste Weg führte dabei über Nancy, durch das bereits seit 1852 die Strecke Paris–Strasbourg verlief, und Château-Salins. Auch die Stadt Chambrey (1915–1918: Kambrich) war sehr an einer leistungsfähigen Bahnstrecke interessiert. Diese ging 1868 in Betrieb. Nach dem Deutsch-Französischen Krieg gingen aufgrund des Friedensvertrags von Frankfurt alle Strecken der Französischen Ostbahn, die nun auf deutschem Gebiet lagen, an das Deutsche Reich über. Da die Bahnstrecke Champigneulles–Sarralbe aber eine andere Eigentümerin hatte, blieb sie zunächst als Privatbahn bestehen. Erst 1881 kauften die Reichseisenbahnen in Elsaß-Lothringen den etwa 12 km langen Abschnitt von der Grenze bis Château-Salins. Nach der Neuordnung der politischen Verhältnisse 1871 war der Bahnhof Chambrey der deutsche und der Bahnhof Moncel der französische Grenzbahnhof an der Strecke.
Bis zum Ersten Weltkrieg wurde nur der Abschnitt zwischen Saargemünd und Bénestroff (deutsch Bensdorf) zweigleisig ausgeführt, obwohl die Kunstbauten für gesamte Strecke bereits zweigleisig angelegt waren. Nach dem Zweiten Weltkrieg wurde auch der Rest der Strecke zweigleisig ausgebaut. Auch das wenige Kilometer westlich von Bénestroff noch heute im Wald befindliche Überwerfungsbauwerk, das den kreuzungsfreien Spurwechsel im Übergang zwischen dem französischen Linksverkehr und dem deutschen Rechtsverkehr ermöglichen sollte, ist diesem zweigleisigen Ausbau geschuldet.

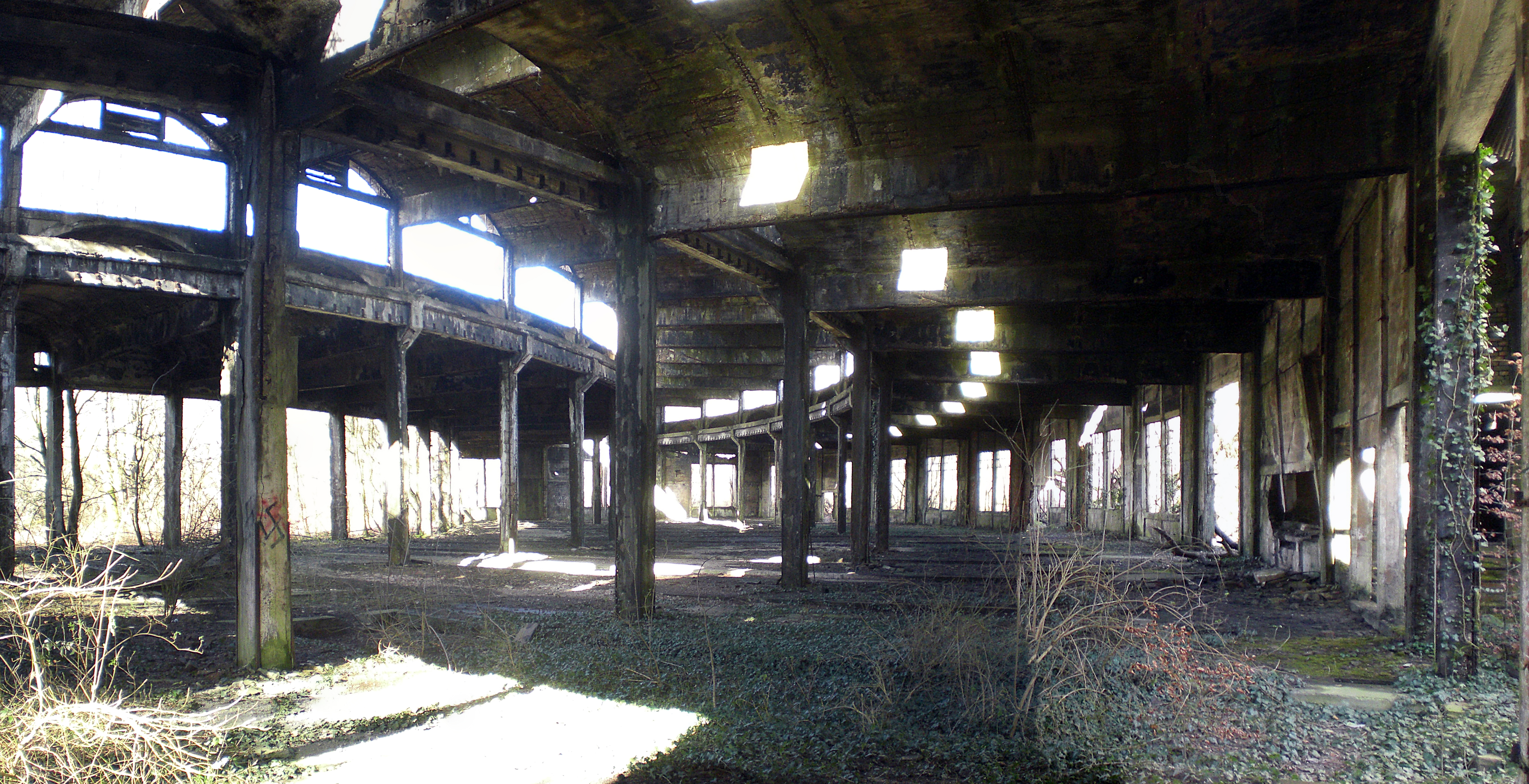
Dépôt de Bénestroff, innen, März 2015

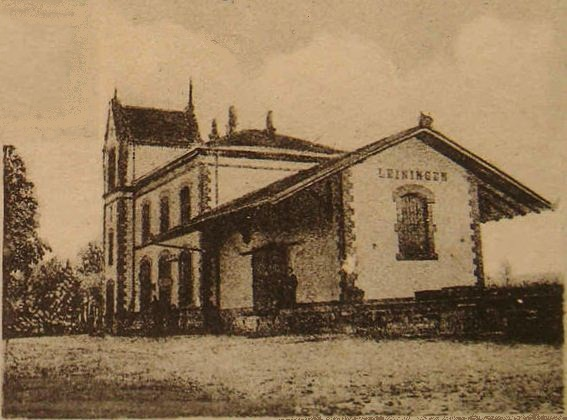
Einer der kleinsten Bahnhöfe war Léning (Leiningen) 1917

Die Bahnhöfe auf deutscher Seite der Grenze fielen deutlich repräsentativer aus als die auf der französischen. Besonders fallen die Ähnlichkeiten der Bauweise zwischen Saargemünd, Bénestroff und Chambrey auf, die alle einen Quaderstein-, auf rechteckiger Grundfläche fußenden Uhrenturm besitzen, der immer neben das Empfangsgebäude gestellt wurde. Dieser überhöhte walmbedachte Turm wirkt besonders wehrhaft, so, wie auch die Gesamterscheinung der neuromanischen Bauwerke wie mittelalterliche Burganlagen wirken.